# Жерар Женет
Жерар Раймон Женет (на френски: Gérard Raymond Genette) e френски литературен теоретик и историк, свързан със структуралисткото движение и фигури като Ролан Барт и Клод Леви-Строс и по-късно с аналитичната естетика.
Той е видна фигура на френския структурализъм от 1960-те години и, за разлика от други, запазва много от оригиналната си ориентация, без да премине към постструктурализъм. Негов принос са редица методологически нововъдения в разглеждането на текстовете, както и разкриването на нови перспективи в литературно-историческата тематика.

## Биография
Жерар Женет е роден в Париж на 7 юни 1930 г. в семейството на Гастон и Роз Женет. Учи в лицея Лаканал и в École Normale Supérieure. Завършва и Сорбоната, където защитава докторат през 1954 г. Учител в Льоман (1956 – 1963), доцент в Сорбоната (1963 – 1967), професор във Висшето училище по социални науки (на френски: École des hautes études en sciences sociales, съкр. EHESS) (1967 – 1994).
След като напуска Френската комунистическа партия, Женет за кратко става член на групата „Социализъм или варварство“ (1957 – 58).
На 18 юни 1959 г. сключва брак с Раймонд Дебре, която също е литератор. Имат три деца: Кристин, Франсоа и Натали.
През 1970 г. заедно с Цветан Тодоров Женет основава списание Poétique и започва да води като отговорен редактор поредица от книги под същото заглавие в издателство „Сьой“.
Заемал значителни постове в различни културни институти, между които най-важният е директор на École des hautes études en sciences sociales. Гост професор в Йейлския университет.

### Научно творчество
През 1994 г. Женет се оттегля от официалните си постове и в следващите години издава двата тома на своята обобщаваща естетика. В последните десетина години той пише поредица от книги, започваща с Бардадрак (2006), в които фрагментарен биографичен материал е смесен с разнородни бележки. Своята кариера на литературен теоретик Женет излага доста подробно в предговора на том 4 от поредицата "Фигури", излязъл в 1999 г.

## Избрана библиография
- Figures (I-V), Paris:Seuil, 1966 – 2002; (5 сборника с издавани статии, излизащи последователно с номера Figures I,II).
  - Figures I, coll. „Tel Quel“, 1966;
  - Figures II, coll. „Tel Quel“, 1969;
  - Figures III, coll. „Poétique“, 1972;
  - Figures IV, coll. „Poétique“, 1999;
  - Figures V, coll. „Poétique“, 2002.
- Mimologiques: Voyage en Cratylie, Paris:Seuil, 1976.
- Introduction à l'architexte, Paris: Seuil, 1979 (2004).
- Palimpsestes: La Littérature au second degré, Paris: Seuil, 1982.
- Seuils, Paris: Seuil, 1987.
- Fiction et diction, Paris: Seuil, 1991 (2004).
- L'Œuvre de l'art (1 – 2), Paris: Seuil (1994 – 7), (в един том 2010)
- Métalepse, Paris: Seuil, 2004
- Bardadrac, Paris: Seuil, 2006
- Discours du récit, Paris: Seuil, 2007 (съдържа „Discours du récit“ от Figures III, p.71 – 273 (1972) и Nouveau Discours du récit, Paris: Seuil, 1983)
- Codicille, Paris: Seuil, 2009
- Apostille, Paris: Seuil, 2012
- Épilogue, Paris: Seuil, 2014
- Postscript, Paris: Seuil, 2016

На български
- Жерар Женет, Фигури (из Фигури I, II и III), София: Фигура, 2001, 272 с. (ISBN 954-9985-10-5)[7]